# Skópelos (kommunhuvudort)
Skópelos är en kommunhuvudort i Grekland.   Den ligger i prefekturen Nomós Magnisías och regionen Thessalien, i den östra delen av landet, 130 km norr om huvudstaden Aten. Skópelos ligger 89 meter över havet och antalet invånare är 2 886. Den ligger på ön Nisí Skópelos.
Terrängen runt Skópelos är huvudsakligen kuperad, men norrut är den platt. Havet är nära Skópelos åt nordost.  Skópelos är det största samhället i trakten. 